# Rhinelander
Rhinelander är administrativ huvudort i Oneida County i Wisconsin i USA. Orten har fått namn efter politikern järnvägsdirektören F.W. Rhinelander. Vid 2010 års folkräkning hade Rhinelander 7 798 invånare.